# 전설 비원순 근저모음
전설 비원순 근저모음(前舌 非圓脣 近低母音) 또는 전설 평순 근개모음(前舌 平脣 近開母音)은 모음의 하나이다.
- 이 모음은 혀의 위치를 닿소리가 되지 않을 정도로 앞으로 해서 발음하는 전설모음이다.
- 이 모음은 입술을 둥글게 하지 않고 발음하는 비원순모음이다.
- 이 모음은 혀의 위치를 저모음에 가깝게 해서 발음하는 근저모음이다.

## 예
| 언어         | 철자 | 발음   | 뜻                                  |
| 미국 영어    | cat  | [kʰæt] | '고양이'                            |
| 슬로바키아어 | mäso | [mæso] | (짐승, 조류 등의) 고기, (사람의) 살 |
| 벵골어       | এক   | [æk]   | 1                                   |